# Mtkvari
Mtkvari eller Kura (georgisk: მტკვარი, mt'k'vari, azeri: Kûr; tyrkisk: Kura; russisk: Кура, tr. kura) er en flod i Transkaukasus. Kura udspringer i det østlige Tyrkiet i den tidligere georgiske provins Tao. Den flyder gennem Tyrkiet til Georgien og videre til Aserbajdsjan, hvor floden Araks støder til som en biflod og flyder til sidst ud i det Kaspiske Hav. Floden er 1364 km lang med et afvandingsareal på 188.000 km² og en middelvandføring på 575 m³/s.